# Hășmaș (Arad)
Hășmaș (deutsch Hagymasch, ungarisch Bélhagymás) ist eine Gemeinde im Kreis Arad, im Kreischgebiet, im Westen Rumäniens. Zu der Gemeinde Hășmaș gehören auch die Dörfer Agrișu Mic, Botfei, Clit, Comănești und Urvișu de Beliu.

## Geografische Lage
Hășmaș liegt im Nordosten des Kreises Arad, an der Grenze zum Kreis Bihor, am Fuße des Codru-Moma-Gebirges.

## Nachbarorte
| Beliu   | Craiva                                      | Codru-Moma-Gebirge |
| Tăgădău | Kompassrose, die auf Nachbargemeinden zeigt | Groșeni            |
| Archiș  | Nermiș                                      | Bărzești           |

## Geschichte
Die erste urkundliche Erwähnung der Ortschaft Hagymas stammt aus den Zehentlisten der römisch-katholischen Diözese Oradea 1581. In Goriolan Sucius Abhandlung von 1588 erscheint die Ortschaft Hagimas. Um 1595 ist Kis-Hagymas anzutreffen, 1599 Kyshagimas und Nagyhagimas und 1851 Hastmas.
Im Laufe der Jahrhunderte traten verschiedene Schreibweisen des Ortsnamens in Erscheinung: 1588 Hagimas, 1598 Kys Hagimas, Nagi Hagimas, 1599 Kyshagimas, Nagyhagimas, 1589–1591 Kys Hagimas, 1692 Kis Hagymas, Hagymas, 1773 Hagymas, 1780–1781 Hagymás, 1785–1786 Hagymás, Hagymasch, 1789 Hagymas, 1796–1799 Hagymás, Hagymád, 1808 Hagymás, Hesmás, 1839 Hagymás, 1851 Hagymás, Haztmas, 1863 Hagymás, Hasztmás, 1877 Hagymás, 1882 Hagymás, Hasimasiu, 1893 Hagymás, 1909 Hăşmaş, Hagymás, 1913 Bélhagymás, 1921 Hăşmaş, Bélhagymás, 1932 Hăşmaş, 1950 Hăşmaş.
Nach dem Frieden von Karlowitz (1699) kam Arad und das Maroscher Land unter österreichische Herrschaft. Auf der Josephinischen Landaufnahme ist Hadjmas eingetragen. Die Habsburger bauten 1741 in Hadjmas eine Glashütte. Diese war von 1742 bis 1787 in Betrieb, als sie nach Beliu verlegt wurde. In Hadjmas wurde Fensterglas, Hohlglas für Trinkgläser und Rohrglas für Kandelaber hergestellt.
Infolge des Österreichisch-Ungarischen Ausgleichs (1867) wurde das Arader Land, wie das gesamte Banat und Siebenbürgen, dem Königreich Ungarn innerhalb der Doppelmonarchie Österreich-Ungarn angegliedert. Die amtliche Ortsbezeichnung war Bélhagymás.
Der Vertrag von Trianon am 4. Juni 1920 hatte die Grenzregulierung zur Folge, wodurch Hășmaș an das Königreich Rumänien fiel.

## Bevölkerungsentwicklung
| 1880 | 1835 | 1760 | 42 | 2  | 31 |
| 1910 | 2117 | 1986 | 71 | 14 | 46 |
| 1930 | 2253 | 2200 | 12 | -  | 41 |
| 1977 | 1979 | 1978 | 1  | -  | -  |
| 1992 | 1588 | 1527 | 1  | -  | 60 |
| 2002 | 1460 | 1404 | -  | 2  | 54 |
| 2021 | 1130 | 1089 | -  | -  | 41 |